# Мериги, Винченцо
Винченцо Мериги (итал. Vincenzo Merighi; 7 декабря 1795 года, Парма — 29 сентября 1849 года, Милан) — итальянский виолончелист и музыкальный педагог.
Происходил из семьи пармских музыкальных мастеров и в дальнейшем также выступал в качестве эксперта по инструментам. Окончил Миланскую консерваторию и с 1826 г. до конца жизни преподавал в ней; наиболее значительные ученики — Альфредо Пиатти, Алессандро Пецце и Гульельмо Кваренги. В 1821 г. стал первым исполнителем (вместе с композитором) трёх дуэтов для скрипки и виолончели Алессандро Ролла. Играл в оркестре театра Ла Скала. Автор сонат, каприсов и диверистментов для своего инструмента. Подготовил миланские издания учебных пособий для виолончелистов Жана Луи Дюпора и Ю. Ф. Доцауэра. Был близок с Николо Паганини: в конце жизни поставлял ушедшему со сцены скрипачу музыкальные инструменты для продажи, кроме того, Паганини намеревался отдать в обучение Мериги своего сына Акилле.